# Германий
Германият (на латински: Germania – Германия) е химичен елемент с номер 32 и символ Ge в периодичната система, 14 (IV A) група, 4 период. Той е един от трите елемента (германий, скандий и галий), чието съществуване е предсказано от Менделеев през 1871 г. Той нарекъл германия „екасилиций“ (Es), тъй като е трябвало да бъде в групата след силиция, открит преди това.
Германият е силно разсеян в природата. Има разпространеност в земната кора от 1,8.10-4% и е на 52-ро място сред елементите. Намира се в малки количества в рядко срещаните минерали агриродит, бриартит, германит и рениарит, които не се добиват в специализирани за това мини. Слабо съдържание има в някои цинково-оловни-медни и сребърни руди, в които германият е вторичен продукт при извличането му от концентрата. Германий се съдържа в някои въглища и се добива при преработката на пепелта им. Сравнително големи количества на германий във въглищата има на територията на Китай, Монголия и Русия (Далечният изток, остров Сахалин).

## История
Открит е от Клеменс Винклер във Фрайберг, област Саксония, Германия през 1885 г. в минерал наречен агриродит (сребърен и германиев сулфид Ag8GeS6), поради високото наличие на сребро. С изследване на съдържанието му се заел немският химик Клеменс Винклер през следващата 1886 г. Той скоро определил, че минералът съдържа 74,72% сребро, 17,13% сяра, и примеси (с под 1%) на живак, железен оксид и цинков оксид. Но почти 7% от теглото на минерала се оказали от неизвестен нов елемент. Първоначално Винклер превърнал този нов елемент в диоксид, представляващ бял прах, загрял го в атмосфера на водород до над 600 °C и по реакцията:
{\displaystyle \mathrm {GeO_{2}+H_{2}\ \xrightarrow {600\ ^{\circ }C} \ Ge+2\,H_{2}O} }
се получил сравнително чист германий. При опита да изследва атомния му спектър не се получила никаква цветна линия на спектрометъра (по-късно била установена причината за това – германиевите атоми при възбуждането си излъчват лъчи, които са в ултравиолетовата, невидима област на атомния спектър). Поради това Винклер пристъпил към традиционния метод за определяне на неговите свойства и характеристики, които се оказали удивително точно същите (9 на брой за екасилиция), каквито ги е предсказал Менделеев. Откритието на елемента било нов триумф за Менделеев след откритието на предсказаните галий и скандий.
По отношение на названието Винклер първоначално имал намерението то да бъде „нептуний“, по аналогия на откритието на планетата Нептун през 1886 г. след предварително математическо изчисление. Но се оказало, че такова име е било приписвано през 1850 г. на неизвестен елемент, който по-късно се оказал ниобий, открит преди това. След дискусии, спорове и преписка с Менделеев Винклер дал името му в чест на своята родина, което с готовност било прието.

## Физични свойства
Германият е полупроводник с кубична кристална структура. Чистият германий е сребристо-бял, чуплив материал. Има атомно тегло 72,61 и специфично тегло 5,353 g/sm3. Температурата му на топене е 938,25 °C, а на кипене – 2833 °C и електронна конфигурация – 2, 8, 18, 4. Със своите четири електрона във външния си електронен слой, германият проявява 2-ра и 4-та валентност.
Германият съществува с 5 стабилни изотопа, които на Земята са в отношение: 70Ge – 20,37%; 72Ge – 27,31%; 73Ge – 7,76%; 74Ge – 36,73%; 76Ge – 7,83%.
Германиевите ядра са били създадени при ядрен синтез в процес на бавно залавяне на неутрони (s-процес) на по-леки ядра в червените звездни гиганти, когато периодите на полуразпад на бета-разпадите са по-дълги, отколкото честотата на залавяне на неутрони.
Получени са изкуствено и са изследвани 27 радиоактивни изотопа на германия от A=58 до A=89, като 5 от тях имат по 1 изомер, а 1 има два изомера. Най-дълготрайните са 66Ge, 68Ge, 69Ge, 71Ge, 77Ge, 78Ge.
Голям интерес за ядрените физици представлява голям интерес германий-76 с енергетичната си възможност да претърпява безнеутринен двоен бета-разпад (2β--разпад) с много голям период на полуразпад 1,2×1026 години. Това означава ядрото му да изпуска едновременно два електрона, без да излъчва две неутрино. Въпреки че такъв разпад поради някои установени правила, се допуска, че може би те се нарушават в този случай. Ако се установи такова нарушение обаче, се правят изводи за други основни процеси в природата. Такива ядра на стабилни изотопи на елементи има много, но някои от тях са по-интересни и достъпни за изследване. Между тях е и ядрото на германий-76. Голямо предимство на германия е това, че от него се правят най-прецизните детектори на ядрени частици. Такива детектори позволяват да бъдат използвани, както за източник, така и за детектор на двата електрона с почти 100% ефикасност на регистриране на реакцията: 76Ge = 76Se + 2e- + 2038,5 keV. Сумарната енергия от 2038,5 keV на двата електрона от безнеутринния двоен бета-разпад при тази реакция би се появила като пик с тази енергия, насложен върху енергетичния спектър на фона. За максимална ефективност на експеримента трябва да се създадат условия за възможно най-нисък гама-фон, най-добра разделителна способност по енергии и най-висока възможна ефективност на регистрацията на гама-квантите в тази област на спектъра. Най-добрата съвременна налична технология, отговаряща на тези критерии, се състои от свръхчист германий, изотопно обогатен на германий-76. Такива детектори се правят и изследванията се провеждат дълбоко под повърхността в галерии, където естественият фон е минимален и се използват материали, които са около детектора с най-ниско гама лъчение. Изработени са детектори, които са направени от монокристал на свръхчист германий (HPGe) с тегло ≈2 kg (или ≈373 sm3), в които изотопът германий-76 е обогатен около 90%. Не са получени положителни резултати, а се определя само границата на периода на полуразпад, над която би могло да се наблюдава такъв разпад, ако съществува. Един от резултатите за тази граница е ≥0,8×1025 години.
При обикновени условия германият е светлосив на цвят, типичен полупроводник. Неговото съпротивление се намалява при повишаване на температурата и се повишава с увеличаването на чистотата му. Той кристализира в стеноцентрична кубична решетка, идентична на диамантената (всеки атом е обкръжен и ковалентно свързан с 4 съседни атома, които са разположени по ръбовете на правилен тетраедър). Всеки атом има четири електрона във външния си електронен слой и споделя тези електрони с четири съседни атома. При ниски температури електроните са свързани в техните позиции в кристала. При високи температури топлинните трептения могат да скъсат някоя от ковалентните връзки. Скъсването на връзка създава свободен елекрон, участващ в токовата проводимост. Когато електронът е вече далеч от ковалентната си връзка, получава се електронна липса на тази връзка. Тази липса може да бъде почувствана от един от съседните електрони при неговото трептене, при което се получава отместване на липсващото местонахождение от едно място на друго. По този начин липсата може да бъде смятана от частица, подобна на електрона. На тази фиктивна квазичастица може да бъде дадено названието „дупка“, носи положителен заряд и се движи под влиянието на приложено електрично поле в направление, обратно на движението на електрона, но е по-малко подвижна от него.

## Химични свойства
Елементът германий се окислява бавно до GeO2 в атмосфера на кислород при температура 205 °C, а при по-висока температура и при присъствието на свободен германий от GeO2 се получава моноксид GeO. Германиевият диоксид представлява бял прах, реагиращ бавно с водата:
{\displaystyle {\ce {GeO2 + H2O -> H2GeO3}}}.
По своя метален характер германият напомня на калая. GeO2 е амфотерен, тоест съединява се с основи, образувайки германати, а с киселини образува двукомпонентни соли на германия. Германият е неразтворим в разредени киселини и основи, но се разтваря бавно в концентрирана сярна киселина:
{\displaystyle {\ce {3Ge + 2NaOH + H2O -> Na2GeO3 + 2H2}}};
и реагира с основи, образувайки германати.
За по-дълбоко полиращо ецване върху повърхността на германия се действа със смес от киселини. С типичен разтвор на азотна (70%) и флуороводородна киселина (40%), в съотношение 3:1 по обем, се провежда реакция в два етапа, която съкратено може да се представи така:
{\displaystyle {\ce {Ge + 2HNO3 -> GeO2 + NO + NO2 + H2O}}}
{\displaystyle {\ce {GeO2 + 4HF -> GeF4 + 2H2O}}}.
Съществуват бинарни германиеви съединения: германиев дисулфид (GeS2), германиев диселенид (GeSe2) и германиев моносулфид (GeS), германиев моноселенид (GeSe), германиев монотелурид (GeTe). Известни са също халогениди: GeI4 е твърдо вещество, GeF4 е газ, а останалите са лесноизпаряващи се течности, като GeCl4, който кипи при 83,1 °C и се получава при нагряване на германий в присъствието на хлор. Една от технологиите за предварително почистване на германия е дестилация на GeCl4. След това следва изчистване на останалите примеси. Провежда се хидролиза на солта с особено чиста вода (преминавала през през йонообмени смоли, докато съпротивлението ѝ достигне 15 MΩ):
{\displaystyle {\ce {GeCl4 + 2H2O ->GeO2 + 4HCl}}}.
Следва редукция на германия с водород:
{\displaystyle {\ce {GeO2 + 2H2 ->Ge + 2H2O}}}.
Получава се прахообразен германий, който се стопява и се отлива в металургични пръти, а след това се пречиства чрез зонно топене до необходимата степен, в зависимост от предназначението му.
GeCl4 също се използва и в производството на органични германиеви съединения. Известни са също и някои по-висши германиеви съединения от формулата GenCl2n+2. Съществуват също и съединения на германия с водорода, GeH4, което по структура е подобна на метана. Други известни хидриди са: Ge2H6 и Ge3H8.
Първото органично съединение на германия е синтезирано от Винклер през 1887 г. с помощта на реакцията на германиев тетрахлорид с цинков диетил, Zn(C2H5)2, при което се е получил германиев тетраетил, Ge(C2H5)4. За отбелязване е, че получените органични съединения на германия не са отровни, докато повечето калаени и калаеноорганични съединения са токсични.

## В организма
Съдържание в човешкия организъм:
- мускулна тъкан, %: 0,14.10 – 4
- костна тъкан, %: няма известни данни
- кръв, мг/л: ~0,44

## Приложение
До Втората световна война германият е имал ограничено приложение. По време на войната се появила нужда от създаване на подходящи токоизправители за високите честоти на радарните приемници. Със своите миниатюрни размери и отлични високочестотни характеристики, германиевите диоди успешно заменили големите диодни вакуумни радиолампи. Оттогава започва широко приложение на германиеви диоди в създаването и на други електронни устройства. През 1947 г. е изработен транзисторът от американците Джон Бардийн, Уолтър Братейн и Уилям Шокли. Първите транзистори са изработени именно от германий като полупроводников материал, заменяйки триелектродната лампа. До около 1960 г. доминиращо е било използването на германиеви диоди и транзистори. През втората половина на 50-те години се развива технологията за получаване на силиций с висока чистота и създаване на електронни елементи от силициеви кристали. Оказало се, че силициевите елементи имат редица предимства пред германиевите, главно с по-ниските си токове и възможност за образуване на устойчив и качествен силициев диоксид на повърхността на елементите. През 1956 г. Бардийн, Братейн и Шокли получават Нобелова награда по физика „...за техните изследвания върху полупроводниците и откриването на транзисторния ефект“.